# 16 (عدد)
16 (ستة عشر) هو عدد صحيح. يلي العدد 15 ويسبق العدد 17 وهو عدد طبيعي موجب.